# يانيس غوماس
يانيس غوماس (باليونانية: Γιάννης Γκούμας)‏، من مواليد 24 مايو 1975 في لاريسا في اليونان، لاعب كرة قدم يوناني.
بدأ باللعب مع نادي باناثينايكوس في عام 1994، وهو يلعب معهم حتى الآن.
بدأ باللعب مع منتخب اليونان لكرة القدم في عام 1997.

## مسيرته الكروية
لعب يانيس غوماس خلال مسيرته الاحترافية مع نادِ واحدٍ في خمسة عشر موسمًا وسجل خلالها 27 هدفًا ضمن 283 مباراة. حيث فاز في موسمين بالكأس وفي ثلاثة مواسم بالدوري.
خاض يانيس غوماس مسيرته مع نادي باناثينايكوس في موسم 1994–95 ليلعب معه خمسة عشر موسمًا، مشاركًا في 283 مباراة سجل خلالها 27 هدفًا.

## روابط خارجية
- يانيس غوماس على موقع الاتحاد الدولي (مؤرشف)  (الإنجليزية)
- يانيس غوماس على موقع قاعدة بيانات كرة القدم.إي يو (الإنجليزية)
- يانيس غوماس على موقع ناشيونال فوتبول تيمز (الإنجليزية)
- يانيس غوماس على موقع عالم كرة القدم.نت (الإنجليزية)
- يانيس غوماس على موقع كووورة